# Golfo da Coroação
O Golfo da Coroação (em inglês:  Coronation Gulf) é um golfo localizado no ártico canadense, situado entre a costa meridional da Ilha Victoria e da costa continental norte do Canadá.
Administrativamente, suas águas e costas pertencem ao território de Nunavut. Há pouco povoamentos, sendo o principal Kugluktuk (pop. 1302 hab.)que possui um pequeno aeroporto de pista de 1,6 km.
Possui várias ilhas e abre a leste ao estreito de Dease. Não há muitos rios que desembocam neste golfo, sendo o principal o Rio Coppermine, tendo 845 km.
Na parte sul continental do golfo, há possibilidades de se encontrar reservas de diamante e urânio.

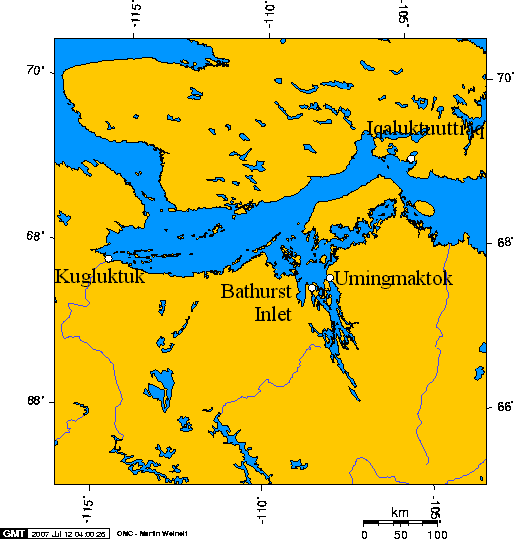
Golfo de Coroação e cidades próximas